# Lost in Translation
Lost in Translation (bra: Encontros e Desencontros; prt: Lost in Translation - O Amor É um Lugar Estranho) é o segundo filme de Sofia Coppola. O filme foi lançado em 2003.

## Argumento
Bob Harris é um ator de meia-idade que se encontra em Tóquio para realizar sessões fotográficas publicitárias. Está casado, mas o seu matrimónio entrou numa fase aborrecida: Harris sente-se melancólico com toda rotina sem sentido que tornou-se sua vida. No hotel, conhece Charlotte, a jovem esposa de um fotógrafo que se encontra sozinha em Tóquio, pois o seu marido está a trabalhar durante uns dias noutras cidades do Japão. Charlotte também se sente triste, não consegue encontrar algo em que possa se apoiar, algo que lhe dê sentido de viver. Juntos, começam a repartir as horas que não passam. Entre os dois começa a se estabelecer uma relação de compreensão mútua, que se vai afirmando à medida que passam os dias.
O nome original do filme, Lost in Translation (em português, Perdidos na Tradução), refere-se a dificuldade das personagens de serem compreendidas na cidade de Tóquio, mesmo nos momentos em que estão na companhia de tradutores. "Lost in Translation" trata de uma expressão americana que representa a parte cultural de palavras ou frases que se perde quando é traduzida para outra língua. Mesmo que a tradução seja feita correctamente.
Aspectos ainda mais culturais podem ser uma barreira enorme para a comunicação entre povos. Por exemplo o facto de um japonês considerar que não conseguir fazer uma tarefa é uma desonra é em muitos casos incompreendido pela cultura ocidental.

## Elenco
- Scarlett Johansson como Charlotte
- Bill Murray como Bob Harris
- Giovanni Ribisi como John
- Fumihiro Hayashi como Charlie
- Daikon.... Bambie
- Hiroko Kawasaki como Hiroko
- Anna Faris como Kelly
- Asuka Shimizu como tradutor de Kelly
- Akiko Takeshita como Sra. Kawasaki
- Ryuichiro Baba como concièrge
- Kanuyoshi Minamimagoe como agente de imprensa

## Principais prêmios e indicações
Oscar (EUA)
| Ano  | Categoria               | Notas                    | Resultado |
| ---- | ----------------------- | ------------------------ | --------- |
| 2004 | Melhor Filme            | Encontros e Desencontros | Indicado  |
| 2004 | Melhor Diretor          | Sofia Coppola            | Indicado  |
| 2004 | Melhor Ator             | Bill Murray              | Indicado  |
| 2004 | Melhor Roteiro Original | Sofia Coppola            | Venceu    |

Globo de Ouro (EUA)
| Ano  | Categoria                      | Notas                    | Resultado |
| ---- | ------------------------------ | ------------------------ | --------- |
| 2004 | Melhor Filme (Comédia/Musical) | Encontros e Desencontros | Venceu    |
| 2004 | Melhor Diretor                 | Sofia Coppola            | Indicado  |
| 2004 | Melhor Ator (Comédia/Musical)  | Bill Murray              | Venceu    |
| 2004 | Melhor Atriz (Comédia/Musical) | Scarlett Johansson       | Indicado  |
| 2004 | Melhor Roteiro                 | Sofia Coppola            | Venceu    |

BAFTA (Reino Unido)
| Ano  | Categoria                               | Notas                          | Resultado |
| ---- | --------------------------------------- | ------------------------------ | --------- |
| 2004 | Melhor Filme                            | Encontros e Desencontros       | Indicado  |
| 2004 | Melhor Diretor                          | Sofia Coppola                  | Indicado  |
| 2004 | Melhor Ator                             | Bill Murray                    | Venceu    |
| 2004 | Melhor Atriz                            | Scarlett Johansson             | Venceu    |
| 2004 | Melhor Roteiro Original                 | Sofia Coppola                  | Venceu    |
| 2004 | Melhor Edição                           | Sarah Flack                    | Venceu    |
| 2004 | Melhor Fotografia                       | Lance Acord                    | Indicado  |
| 2004 | Prêmio David Lean                       | Sofia Coppola                  | Indicado  |
| 2004 | Prêmio Anthony Asquith de Melhor Música | Brian Reitzell e Kevin Shields | Indicado  |

Screen Actors Guild Awards (EUA)
| Ano  | Categoria               | Notas       | Resultado |
| ---- | ----------------------- | ----------- | --------- |
| 2004 | Melhor Ator (Principal) | Bill Murray | Indicado  |

Grande Prêmio BR do Cinema Brasileiro (Brasil)
| Ano  | Categoria                | Notas                    | Resultado |
| ---- | ------------------------ | ------------------------ | --------- |
| 2004 | Melhor Filme Estrangeiro | Encontros e Desencontros | Indicado  |

Prêmio Bodil (Dinamarca)
| Ano  | Categoria              | Notas                    | Resultado |
| ---- | ---------------------- | ------------------------ | --------- |
| 2004 | Melhor Filme Americano | Encontros e Desencontros | Venceu    |

Prêmio César (França)
| Ano  | Categoria                | Notas                    | Resultado |
| ---- | ------------------------ | ------------------------ | --------- |
| 2004 | Melhor Filme Estrangeiro | Encontros e Desencontros | Venceu    |

Prêmio David di Donatello (Itália)
| Ano  | Categoria                | Notas                    | Resultado |
| ---- | ------------------------ | ------------------------ | --------- |
| 2004 | Melhor Filme Estrangeiro | Encontros e Desencontros | Indicado  |

Independent Spirit Award (EUA)
| Ano  | Categoria      | Notas                    | Resultado |
| ---- | -------------- | ------------------------ | --------- |
| 2007 | Melhor Filme   | Encontros e Desencontros | Venceu    |
| 2007 | Melhor Diretor | Sofia Coppola            | Venceu    |
| 2007 | Melhor Ator    | Bill Murray              | Indicado  |
| 2007 | Melhor Atriz   | Scarlett Johansson       | Indicado  |
| 2007 | Melhor Roteiro | Sofia Coppola            | Venceu    |

Mostra Internacional de Cinema de São Paulo (Brasil)
| Ano  | Categoria         | Notas                    | Resultado |
| ---- | ----------------- | ------------------------ | --------- |
| 2004 | Prêmio da Crítica | Encontros e Desencontros | Venceu    |

Festival de Veneza (Itália)
| Ano  | Categoria              | Notas              | Resultado |
| ---- | ---------------------- | ------------------ | --------- |
| 2005 | Prêmio Lina Magiacarpe | Sofia Coppola      | Venceu    |
| 2005 | Prêmio Upstream        | Scarlett Johansson | Venceu    |